# Dolcey Schenone Puig
Dolcey Schenone Puig (Montevideo, 20 de noviembre de 1896 - Ib., 1952) fue un pintor uruguayo.

## Biografía
En el Círculo Fomento de Bellas Artes cursó estudios de dibujo y pintura bajo la dirección de Carlos María Herrera y posteriormente con los Profs. José Belloni, Manuel Rosé y Vicente Puig. Concurrió a Salones de Otoño y realizó varias exposiciones individuales. Su participación en salones municipales y nacionales le valió la obtención de varios premios y menciones.
Obtuvo, en salones nacionales varios premios y menciones por sus obras, como así también en salones municipales.
Sus obras integran el acervo de los museos Nacional y Municipal de Bellas Artes y varias de ellas pertenecen a colecciones privadas.